# Altafulla (kommunhuvudort)
Altafulla är en kommunhuvudort i Spanien.   Den ligger i provinsen Província de Tarragona och regionen Katalonien, i den östra delen av landet, 400 km öster om huvudstaden Madrid. Altafulla ligger 37 meter över havet och antalet invånare är 3 975.
Terrängen runt Altafulla är platt västerut, men åt nordost är den kuperad. Havet är nära Altafulla åt sydost.  Närmaste större samhälle är Tarragonès, 10,7 km väster om Altafulla. 